# Manciano
Manciano é uma comuna italiana da região da Toscana, província de Grosseto, com cerca de 7.093 (Cens. 2001) habitantes. Estende-se por uma área de 372,04 km², tendo uma densidade populacional de 19 hab/km². Faz fronteira com Canino (VT), Capalbio, Ischia di Castro (VT), Magliano in Toscana, Montalto di Castro (VT), Orbetello, Pitigliano, Roccalbegna, Scansano, Semproniano, Sorano.

## Demografia
| Variação demográfica do município entre 1861 e 2011                               |
|                                                                                   |
| Fonte: Istituto Nazionale di Statistica (ISTAT) - Elaboração gráfica da Wikipedia |